# 多利·奇托
多利·奇托（英語：Tory Kittles，1975年5月7日—），美國男演員。知名作品如電影《要錢不要命》（2005年）、《驚魂下一秒》（2007年）、《聖安娜的奇蹟》（2008年）、《高壓制裁》（2018年），以及HBO電視劇《無間警探》（2014年）與USA電視台電視劇《殖民地》（2016年至2018年）。2021年起在CBS電視劇《私刑教育》中擔任主演。

## 生平
多利·奇托出生於佛罗里达州劳蒂。2000年出演電影《猛虎島》展開他的演藝事業。

## 外部連結
- 多利·奇托在互联网电影资料库（IMDb）上的資料（英文）